# Ulica Głęboka w Lublinie
Ulica Głęboka w Lublinie – jedna z ważniejszych arterii Lublina łącząca al. Kraśnicką oraz Konstantynów z ul. Narutowicza w Śródmieściu. Ulica stanowi północną granicę osiedla LSM (dzielnicy Rury) i południową granicę osiedla Miasteczka Akademickiego (dzielnica Wieniawa), a także południową granicę Śródmieścia. Długość trasy to 2,5 km.
Ulica na odcinku od al. Kraśnickiej do ul. Sowińskiego jest dwujezdniowa, natomiast w dalszej części zwęża się do jednopasmowej. Na odcinku od ul. Narutowicza do ul. Sowińskiego stanowi fragment obwodnicy śródmiejskiej Lublina. 

## Historia ulicy
Nazwę "ulica Głęboka" datuje się na lata 20 XX wieku. Nazwa ta obejmowała odcinek drogi od obecnej ulicy Gabriela Narutowicza do obecnej stacji transformatorowej w pobliżu ulicy Lesława Pagi. Ówczesna droga była drogą polną biegnącą wąwozem. Po wojnie droga została pokryta nawierzchnią brukową z kamienia polnego ("kocie łby"), a w latach 60. otrzymała nawierzchnię asfaltową.
W okresie PRL od połowy lat 50 XX wieku do 1991 ulica miała nazwę "Aleje PKWN". Do 1991 roku nazwa Głęboka dotyczyła tylko krótkiego odcinka drogi dojazdowej do garaży przy alei Kraśnickiej. W 1991 nazwa Głęboka zastąpiła Aleję PKWN. Po 1993 roku planowano przemianowanie części ulicy między al. Kraśnicką a Sowińskiego na ulicę Katyńską (za czasów prezydentury Adama Wasilewskiego) i w 2014 roku na Aleje Ofiar Komunizmu. Wszystkie projekty zmian nazwy zostały zarzucone po silnych protestach mieszkańców Lublina.
Zasadnicza rozbudowa ulicy Głębokiej nastąpiła w latach 50 i 60 XX wieku, kiedy powstawało osiedle oraz zabudowania uniwersyteckie na odcinku od Narutowicza do Raabego. Charakterystyczne ośmiopiętrowe wieżowce (projektu inż. Janusza Ingardena) oraz szeroki budynek mieszalny (zwyczajowo zwanym "Pekinem") powstały w zamyśle urbanistycznym Anny Łady oraz Stanisława Króla. Samowystarczalny teren mieszkalny został zagospodarowany wśród zieleni będąc przykładem architektury modernistycznej. Aleje PKWN do transformacji ustrojowej (1989r.) należały do prestiżowych ulic w Lublinie.

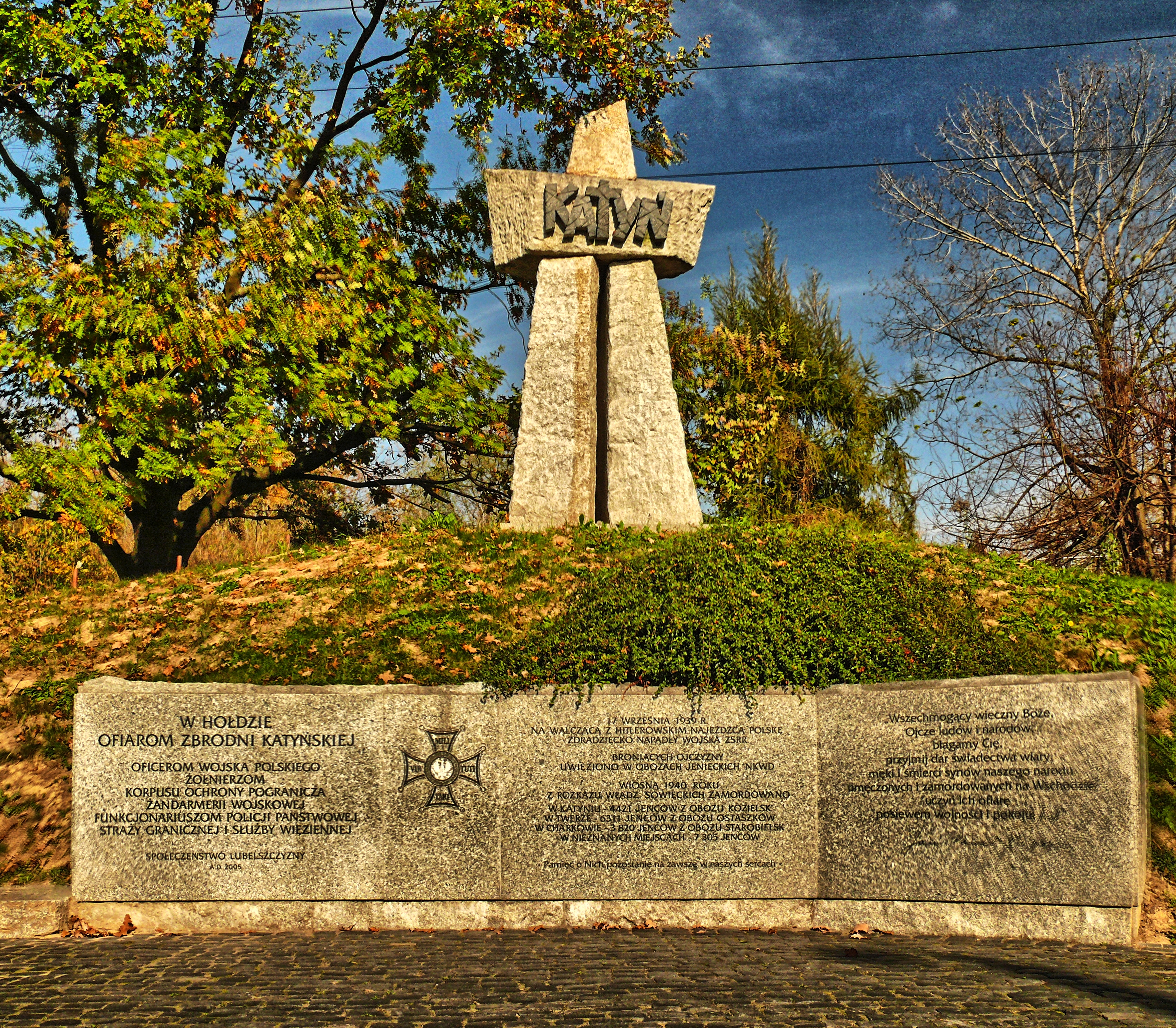
Pomnik Katyński w Lublinie (róg ulic Głębokiej i Lesława Pagi)

Po transformacji ustrojowej teren znacząco podupadł zatracając swoje dotychczasowe znaczenie prestiżowej alei. Dopiero po wejściu Polski do struktur Unii Europejskiej (po 2004 roku), budynki dzięki unijnym wsparciom powoli zmieniały elewację z szarych płyt ceramiczno-azbestowych (eternit) na styropianowe (otynkowane i zamalowane ciepłymi barwami). Jednakże największy przełom rewitalizacji osiedla nastąpił po utworzeniu po 2009 roku w Lublinie dwóch jednostek pomocniczych: dzielnicy Rury oraz Śródmieście, które dzięki przyznawanym rezerwom celowym systematycznie przystosowują teren do współczesnych wymaganych warunków (wymiana zniszczonych płyt chodnikowych, na kostkę brukową, ekologiczne place zabaw, wymiana starych ulicznych słupów i opraw oświetleniowych itp.).   
Ulica Głęboka na odcinku od ul. Sowińskiego do ul. Narutowicza miała przejść gruntowną przebudowę, która miała polegać na poszerzeniu ulicy do 4 pasów ruchu z pasem zieleni pośrodku wraz z przejściami podziemnymi (inwestycja uwzględniałaby wycięcie 136 drzew spośród 155 i likwidacji 1000 m² żywopłotów i trawników). Przebudowa została skutecznie oprotestowana przez mieszkańców punktowców (wieżowce projektu krakowskiego projektanta Janusza Ingardena, twórcy m.in. Hotelu Victoria w Lublinie) i Urząd Miasta w połowie stycznia 2011 r. wycofał oraz anulował projekt poszerzenia ulicy Głębokiej. Obecnie planuje się wyremontować ten odcinek ulicy zachowując jej obecny charakter (zieleń oraz szerokości ulicy) dodając ewentualnie jedynie pasy rowerowe i lewoskręty. Remont miałby się wiązać z inwestycją przedłużenia ulicy Muzycznej do ulicy Krochmalnej.
Do końca 2013 roku planowano wybudować wiadukt nad Głęboką przy Filaretów/Sowińskiego, która miała ułatwić dojazd między Czechowem a LSM-em. Projekt porzucono na rzecz poszerzenia ulicy Sowińskiego. Trwają konsultacje społeczne na ten temat.     
W związku z planowaną budową Dworca Metropolitalnego w pobliżu dworca PKP Lubelski Ratusz zapowiedział przedłużenie ulicy Głębokiej do Alei „Solidarności”. Budowa tego odcinka powinna zakończyć się ok. 2022 roku.

## Instytucje przy Głębokiej
- Centrum Sportowo-Rekreacyjne Uniwersytetu Przyrodniczego w Lublinie
- Centrum Ecotech-Complex Uniwersytetu Marii Curie-Skłodowskiej w Lublinie
- Wydział Politologii i Instytut Psychologii UMCS (w budowie)
- Kliniki Weterynaryjne Wydziału Medycyny Weterynaryjnej *Uniwersytetu Przyrodniczego w Lublinie
- Administrowanie i Zarządzanie Nieruchomościami „DOM” Spółka z o.o.
- Filia Biblioteki Hieronima Łopacińskiego

## Zieleń i charakterystyczne miejsca
Jadąc od alei Kraśnickiej do ulicy Narutowicza:
- Osiedle Słowackiego, Mickiewiczowskie oraz Piastowskie LSM
- Wydział Politologii i Instytut Psychologii UMCS
- Pomnik ofiar Katynia (róg Głębokiej/Pagi)
- Stacja transformatorowa
- Centrum Naukowe UMCS i akademiki przy Langiewicza
- Park Akademicki przy UMCS (dawny Ogród Botaniczny)
- Kampus uniwersytecki (UMCS, UP)
- Stacja benzynowa ORLEN
- Pływalnia UP
- Skwer im. Ofiar Wołynia (róg Głębokiej/Raabego)
- Budynki Uniwersytetu Przyrodniczego (Centrum Innowacyjno-Wdrożeniowy Nowych Technik i Technologii w Inżynierii Rolniczej oraz klinika weterynaryjna)
- Skwer im. Leonarda Zub-Zdanowicza
- Osiedle przy Głębokiej i Wiercieńskiego oraz przyosiedlowe skwery (charakterystyczne wieżowce inż. Janusza Ingardena[7], budynek mieszkalny z pasażem handlowym z lat 90., pasaże handlowe z czasów PRL o nazwach "Agata" i "Trojka" oraz  mrówkowiec "Pekin")

## Komunikacja miejska
Trakcje trolejbusowe na Głębokiej należą do najstarszych, zwłaszcza na jej węższym odcinku (powstały w 1963 roku). W 2007 i 2012 roku powstały nowe linie sięgające do ulicy Wileńskiej.